# Aster chiński

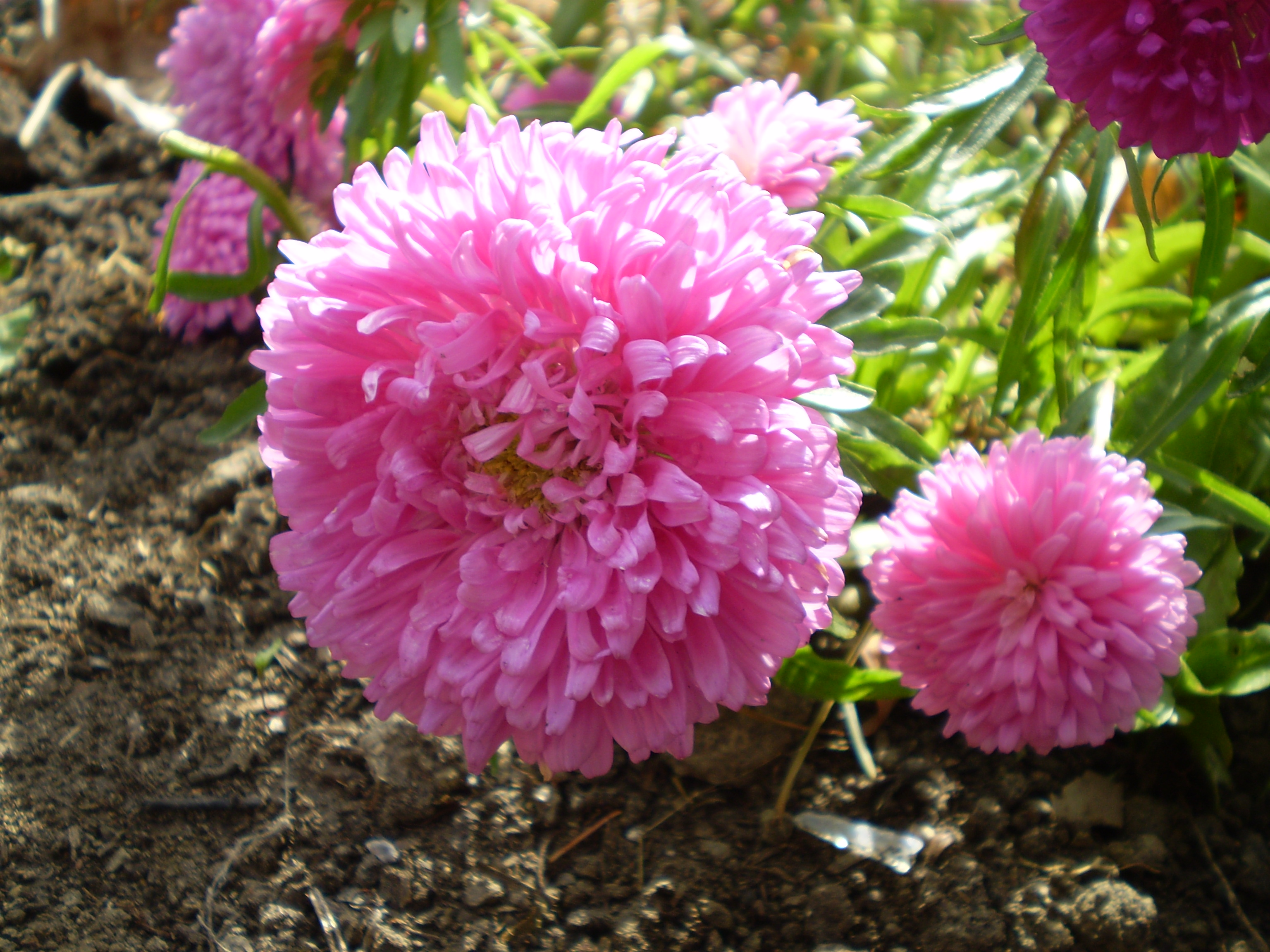
Kwiat jednej z odmian uprawnych

Aster chiński, aster zwyczajny, gwiazdosz chiński (Callistephus chinensis (L.) Nees) – gatunek rośliny z rodziny astrowatych. Nazwa polska jest myląca, bowiem gatunek ten nie jest już zaliczany do rodzaju aster (Aster), lecz do odrębnego, monotypowego rodzaju – Callistephus. Nazwa aster chiński, pochodząca od łacińskiej nazwy Aster chinensis, nadanej temu gatunkowi przez Karola Linneusza, tak się jednak utrwaliła, że funkcjonuje do dzisiaj. Wprowadzona została nowa nazwa tego gatunku – gwiazdosz chiński, ale nie zyskała popularności. Roślina pochodzi z Chin (występuje na rozległym obszarze tego kraju z wyjątkiem południowo-zachodniej części) oraz Kraju Nadmorskiego w Rosji. Rozprzestrzeniona została jako roślina uprawna i jako introdukowana rośnie w wielu krajach Azji, Europy i obu Ameryk. Uprawiana jest jako jednoroczna roślina ozdobna.

## Morfologia
PokrójZielna roślina jednoroczna, z pędami osiągającymi do 80 cm wysokości, pokrytymi odstającymi i skierowanymi ku górze szczecinkami do 1,5 mm długości.
ŁodygaWzniesiona, nierozgałęziona lub rozgałęziona w górnej części. Odgałęzienia skośnie wzniesione. Łodyga jest tępokanciasta, zielona, często w dole czerwono nabiegła.
LiścieDolne i środkowe ogonkowe, z ogonkiem do 7 cm. Blaszka tych liści ma kształt jajowaty lub jajowato rombowy, jest zatokowo piłkowana, na wierzchołku zaostrzona, z nasadą klinowato zbiegającą. Blaszka osiąga 3–7 cm długości. Liście z wierzchu są nagie, od spodu ze szczecinkami na nerwach i ogonkach, orzęsione też wzdłuż brzegów. Górne liście z coraz mniejszymi blaszkami łopatkowatymi i w końcu całobrzegimi.
KwiatyZebrane po 40–160 w duże koszyczki rozwijające się pojedynczo na szczytach pędów. U form dziko rosnących koszyczki osiągają do 5 cm średnicy, ale u odmian ozdobnych zwykle od 7 do 16 cm. Okrywę tworzy kilka szeregów listków, z których zewnętrzne są zielone, o długości do 1,5 cm i szerokości do 0,5 cm, a wewnętrzne są mniejsze i błoniaste, w górnej części zabarwione podobnie jak kwiaty języczkowe. Kwiaty języczkowe u form dziko rosnących tworzą kilka szeregów. ich rurki mają ok. 5 mm długości, a języczek 15–25 mm długości (u odmian do 80 mm). Ich korony są białe, różowe do fioletowo-niebieskich. Kwiaty rurkowate są żółte lub podobnie zabarwione jak kwiaty języczkowe. Mają korony lejkowate o długości 6–9 mm. U odmian układ kwiatów języczkowych i rurkowych, zabarwienie koron i kształt języczków bardzo zróżnicowane.
OwocePodługowate niełupki osiągające 4–5 mm długości, pokryte przylegającymi, białymi włoskami. Puch kielichowy w dwóch szeregach, przy czym zewnętrzny zredukowany do bardzo krótkich, zrastających się nasadami szczecinek, a wewnętrzny to łamliwe, pokryte zadziorkami szczecinki o długości do 5 mm.

## Odmiany
Istnieje ok. 1000 odmian. Ze względu na budowę koszyczków dzieli się je na kilka grup:
- astry pojedyncze – kwiaty języczkowe występują tylko na zewnątrz koszyczka w 1-2 okółkach, zaś kwiaty rurkowe wypełniają wnętrze koszyczka
- astry rurkowe – mają silnie rozwinięte kwiaty rurkowe, kwiaty języczkowe nieduże, tworzące 1-2 okółki na obrzeżu koszyczka
- astry języczkowe – wszystkie kwiaty w koszyczku są języczkowe. Przez ogrodników nazywane są też astrami pełnymi i zwykle są najczęściej uprawiane. Wyróżnia się wśród nich kilka podgrup:
  - astry dachówkowe
  - astry piwoniowe
  - astry chryzantemowe
  - astry koronowe (o kwiatach czerwonych lub fioletowych)
  - astry igiełkowe
  - astry pomponowe

Ze względu na wysokość odmiany dzieli się także na wysokie, średnio wysokie i karłowate, zaś ze względu na porę kwitnienia na wczesne, średnio wczesne i późne.

## Uprawa
- Wymagania: Lubi słoneczne miejsca, żyzną i próchniczną glebę. Musi ona być stale wilgotna, ale nie może jednak być zbyt mokra, gdyż wówczas astry stają się podatne na groźną chorobę – fuzariozę. Z kolei na zbyt suchych glebach odmiany o kwiatach pełnych stają się nieładne – wnętrze koszyczka jest „puste”, zamiast kwiatów języczkowych ma kwiaty rurkowe.

- Uprawa: Uprawia się z nasion, które wysiewa się w inspekcie pod koniec marca. Optymalna temperatura podczas kiełkowania to 12-14° C. Po wzejściu siewki się pikuje, a na stałe miejsca wysadza na początku maja. Dla odmian wysokich najlepszy jest rozstaw 30 × 35 cm, a dla karłowatych 20 × 25 cm. Dobrze już ukorzenione rośliny należy co 2 tygodnie nawozić rozcieńczonym nawozem wieloskładnikowym. W razie suszy niezbędne jest podlewanie.